# 复射影平面
数学中，复射影平面（complex projective plane），通常记作{\displaystyle \mathbb {CP} ^{2}}，是二维复射影空间。它是一个复流形，由三个复坐标描述
{\displaystyle (z_{1},z_{2},z_{3})\in \mathbb {C} ^{3},\qquad (z_{1},z_{2},z_{3})\neq (0,0,0)}
但这里差一个整体缩放的三元组是等同的：
{\displaystyle (z_{1},z_{2},z_{3})\equiv (\lambda z_{1},\lambda z_{2},\lambda z_{3});\quad \lambda \in \mathbb {C} ,\qquad \lambda \neq 0.}
这就是说，它们是射影几何的传统意义下的齐次坐标。
复射影平面是一个二维复流形，作为一个四维实流形，它的上同调群是
{\displaystyle \mathbb {Z} ,0,\mathbb {Z} ,0,\mathbb {Z} }
中间第二维的生成元由位于此平面中的复射影直线或称黎曼球面的上同调类{\displaystyle u}给出。它的上同调环由 {\displaystyle u^{2}=}{\displaystyle [\mathbb {CP} ^{2}]}决定。
在双有理几何中，复有理曲面是任何双有理等价于复射影平面的代数曲面。我们知道任何非奇异有理簇可由此平面通过曲线的拉开变换与其逆（压平）序列得到，一定是非常特殊的一类。特别的一种情形，P3 中一个非奇异复二次曲线是由此平面通过拉开两点为曲线，然后将通过这两点的直线拉开得到；这个变换的逆过程可视为取二次曲线 Q 中一点 P，将其拉开，通过作过 P 的直线将其投影到 P3 中一个一般平面。
复射影平面的双有理自同态群是克里摩拿群（Cremona group）。

## 拓扑
复射影平面的贝蒂数为：
1, 0, 1, 0, 1, 0, 0, .....